# Galerie Elisabeth & Klaus Thoman
Die Galerie Elisabeth & Klaus Thoman ist eine auf zeitgenössische Kunst spezialisierte Galerie mit Niederlassungen in Innsbruck und Wien. Ihr Schwerpunkt liegt auf zeitgenössischer Malerei und Skulptur/Installation. Sie gehört zu den bekannten Galerien in Österreich für zeitgenössische Kunst und hat sich durch die Zusammenarbeit mit und Vertretung von bedeutenden Künstlern sowohl aus Österreich als auch international einen Namen gemacht.

## Geschichte und Entwicklung
Die Galerie Elisabeth & Klaus Thoman wurde 1977 in Innsbruck gegründet und hat sich seitdem als Galerie für zeitgenössische Kunst in Österreich etabliert. Sie vertritt unter anderen Bruno Gironcoli, Hermann Nitsch, Walter Pichler, Arnulf Rainer und Franz West.
In den 1980er Jahren erweiterte die Galerie ihr Profil und begann, mit einer jüngeren Generation von Malern zu arbeiten. Diese Künstler, wie Siegfried Anzinger, Herbert Brandl, Erwin Bohatsch und Gunter Damisch, verließen gerade die Akademien und wurden später als „Neue Wilde“ bekannt.  In den 1990er Jahren und Anfang der 2000er Jahre erweiterte sich das künstlerische Spektrum der Galerie, wobei auch Künstlerinnen aus verschiedenen Medien und benachbarten Ländern vertreten wurden. Zu diesen Künstlerinnen gehören Éva Bodnár, Maria Brunner, Thomas Feuerstein, Michael Kienzer, Florin Kompatscher und Peter Sandbichler.
Zu den wichtigen Positionen der Galerie zählen John M. Armleder, Günther Förg, Jürgen Klauke, Tal R, Johannes Wohnseifer (2016), Mai-Thu Perret (2020) und Iman Issa (2021). 2014 wurde das Künstlerkollektiv FORT, welches durch die Galerie vertreten wird, auf der Art Cologne mit dem ART Cologne Award „New Positions 2014“ ausgezeichnet.
Die Galerie Elisabeth & Klaus Thoman ist auf Kunstmessen wie der Art Basel, ARCO und der Art Cologne vertreten.
2011 eröffnete die Galerie eine Dependance im 1. Wiener Gemeindebezirk, die neben dem Hauptsaal auch einen kleineren Ausstellungsraum namens Seitengalerie umfasst. Nachdem Elisabeth & Klaus Thoman die Galerien über viele Jahre geleitet hatten, übernahm Maximilian Thoman die Galerie, unterstützt von Eva Oberhofer als Direktorin. Sie erweiterten den Kreis der vertretenen Künstler um junge Künstler wie Julia Haugeneder und Johannes Kofler.
Zur Förderung von Künstlerinnen und Künstler hat die Galerie den Projektspace [tart vienna] in der Seitengalerie Wien der Galerie ins Leben gerufen. Er dient dem Austausch neuer künstlerischer Positionen.

## Herausgeberschaft
- Florin Kompatscher – Roma, 1987–1988. Ausstellungskatalog. Galerie Elisabeth und Klaus Thoman, Galerie Margine Zürich, A 11 Art Forum Thomas München, Innsbruck 1989.
- Turi Werkner. Schoner 1973–1990. Text von Konrad Oberhuber. Ausstellungskatalog. Galerie Elisabeth und Klaus Thoman und Bundesministerium für Unterricht und Kunst, Innsbruck 1991.
- Rudi Stanzel. Arbeiten 1982–1992. Ausstellungskatalog. Galerie Elisabeth und Klaus Thoman, Innsbruck 1992.
- Max Weiler. Bilder. Ausstellungskatalog. Galerie Elisabeth und Klaus Thoman, Innsbruck 1992.
- August Stimpfl. Neue Bilder. Ausstellungskatalog. Galerie Elisabeth und Klaus Thoman, Innsbruck 1994.
- Peter Fellin. Schöpfer - Schreiber - Schrift. Ausstellungskatalog. Galerie Elisabeth und Klaus Thoman, Innsbruck 1996.
- Gunter Damisch. Arbeiten auf Papier. 1991–1995. Ausstellungskatalog. Galerie Elisabeth und Klaus Thoman, Innsbruck 1996.
- Arthur Salner. Neue Bilder. Ausstellungskatalog. Galerie Elisabeth und Klaus Thoman, Innsbruck 1996.
- Hans Staudacher. Werke 1952–1997. Ausstellungskatalog. Galerie Elisabeth und Klaus Thoman, Innsbruck 1998.
- Gunter Damisch. Neue Bilder. Ausstellungskatalog. Galerie Elisabeth und Klaus Thoman, Innsbruck 1998.
- Arnulf Rainer. Fels und Berg. Ausstellungskatalog. Galerie Elisabeth und Klaus Thoman, Innsbruck 1998.
- Oswald Oberhuber. Werke 1949–1999. Ausstellungskatalog. Galerie Elisabeth und Klaus Thoman, Innsbruck 1999.
- Siegfried Anzinger. Werke 1981–2001. Ausstellungskatalog. Galerie Elisabeth und Klaus Thoman, Innsbruck 2002, ISBN 978-3-902315-00-7.
- Arthur Salner. Bilder und Zeichnungen 2000 – 2002. Ausstellungskatalog. Herausgeber: Museums- und Heimatschutzverein Rabalderhaus und Galerie Elisabeth & Klaus Thoman, Rabalderhaus, Schwaz 2002.
- Christoph Hinterhuber. coming closer. Ausstellungskatalog. Texte von Thomas Feuerstein und Robert Fleck. Galerie Elisabeth und Klaus Thoman, Innsbruck 2003, ISBN 978-3-902315-02-1.
- Der Ficker. Clegg & Guttmann, Rudolf Polanzsky, Franz West. Ausstellungskatalog. Herausgegeben von Benedikt Ledebur mit der Galerie Elisabeth und Klaus Thoman, Schlebrügge, 2006.
- Günther Förg – Bilder, paintings 1974 – 2007. Galerie Thoman, Innsbruck 2007, ISBN 978-3-902315-09-0.
- Michael Kienzer, hin und her. Anlässlich der Ausstellungen Aus 06 bis 08. Galerie Elisabeth & Klaus Thoman Innsbruck und Sculptures récentes Galerie Bernard Jordan Paris, Schlebrügge, Wien 2008, ISBN 978-3-85160-128-2.
- Markus Mittringer (Text): Michael Kienzer - Formfolgen. Ausstellungskatalog. Galerie Elisabeth & Klaus Thoman, Wien 2012.
- Jürgen Klauke – 1970 & 2010, Körperkunst, Kunstkörper. Ausstellungskatalog. Galerie Elisabeth & Klaus Thoman, Wien 2013.
- Klaus Thoman, Elisabeth Thoman (Hrsg.): Herbert Brandl, Katana. Konferenzschrift, Anlässlich der Ausstellung Herbert Brandl, Vulkan, Khyber & Katana 2013. Snoeck, Köln 2013, ISBN 978-3-86442-046-7.
- Klaus Thoman (Hrsg.): Rainer und die Frauen. Rainer and the women. Arnulf Rainer. Konferenzschrift, Ausstellungskatalog. Mit Texten von Peter Weiermair und Andrea Madesta. Snoeck, Köln 2013, ISBN 978-3-86442-068-9.